# Flassigny
Flassigny – miejscowość i gmina we Francji, w regionie Grand Est, w departamencie Moza.
Według danych na rok 1990 gminę zamieszkiwały 42 osoby, a gęstość zaludnienia wynosiła 6 osób/km² (wśród 2335 gmin Lotaryngii Flassigny plasuje się na 1003. miejscu pod względem liczby ludności, natomiast pod względem powierzchni na miejscu 833.).